# Miguel López-Cedrón
Miguel Ángel López-Cedrón Freije (Oviedo, Asturias, España, 3 de junio de 1978) es un directivo deportivo y exfutbolista español que jugaba como delantero.
Nacido en Oviedo y criado en Villabona (Llanera), empezó a jugar al fútbol en la categoría alevín del Cultural de Llanera. Como futbolista profesional jugó en Primera División en el Sporting y en el Numancia.
Tras retirarse como jugador en 2015 se convirtió en el director deportivo del Unión Deportiva Llanera de Posada y, sin dejar el cargo, en 2019, en su presidente. Con López-Cedrón como director deportivo, el equipo ha conseguido, hasta la temporada 2023-24, tres ascensos de categoría.

## Clubes como jugador
| Club                       | País   | Año       |
| -------------------------- | ------ | --------- |
| Real Sporting de Gijón "B" | España | 1996-2000 |
| C. D. Leganés              | España | 2000-2001 |
| Real Sporting de Gijón "B" | España | 2001-2002 |
| S. D. Eibar                | España | 2002-2003 |
| Real Sporting de Gijón     | España | 2003-2004 |
| C. D. Numancia de Soria    | España | 2004-2006 |
| Elche C. F.                | España | 2006-2009 |
| Real Oviedo                | España | 2009-2011 |
| Real Avilés C. F.          | España | 2011-2013 |
| C. D. Tuilla               | España | 2013-2014 |
| C. D. Llanes               | España | 2014-2016 |